# Шарън Стоун
Шарън Ивон Стоун (на английски: Sharon Yvonne Stone) е американска актриса, манекенка и продуцент, носителка на награди „Златен глобус“ и „Еми“, номинарана е за „Оскар“ и две награди „Сатурн“. Известни филми с нейно участие са „Полицейска академия 4“, „Над закона“, „Зов за завръщане“, „Първичен инстинкт“, „Последният екшън герой“, „Казино“, „Първичен инстинкт 2“, сериалите „Адвокатите“, „Закон и ред: Ню Йорк“ и други.

## Биография

### Произход и образование
Шарън Стоун е родена на 10 март 1958 г. в Мийдвил, Пенсилвания, САЩ. Тя е второто от четири деца, дъщеря на Дороти – счетоводител и домакиня, и Джоузеф Уилям Стоун II – работник във фабрика. Стоун завършва гимназия в Сийгъртаун (на английски: Saegertown), Пенсилвания през 1975 г.

## Кариера

### Модел
Стоун печели титлата Мис Крауфорд Каунти (на английски: Miss Crawford County) и участва в конкурса за Мис Пенсилвания. Един от съдиите на конкурса я харесва и съветва да напусне училище и да се премести в Ню Йорк, за да работи като манекенка. През 1977 г. Стоун се мести при леля си в Ню Джърси. Четири дни след пристигането си в Джърси тя подписва договор с модна агенция „Форд“ (на английски: Ford Modeling Agency) в Ню Йорк.

### 1980 – 1989
Докато живее в Европа, Шарън Стоун решава да прекрати кариерата си като манекенка и да стане актриса. Връща се в Ню Йорк, където получава кратка роля във филма на Уди Алън „Stardust Memories“ (1980), година по-късно има няколко реплики във филма „Deadly Blessing“ (ужаси, 1981). През 1982 г. френският режисьор Claude Lelouch ѝ дава роля във филма „Les Uns et les Autres“, с участието на Джеймс Каан. Тя се появява на екран за две минути и името ѝ дори не присъства в списъка с имената.
Следващата ѝ роля е във филма „Непреодолими различия“ („Irreconcilable Differences“, 1984), с участието на Райън О'Нийл, Шели Лонг и младата Дрю Баримор. Във филма Стоун играе млада актриса, която проваля брака на успял продуцент и съпругата му – сценарист. През 1984 г. тя се появява в двете части на Magnum, P.I., където играе еднояйчни близнаци.
През останалата част от 80-те тя получава роли в „Мините на цар Соломон“ („King Solomon's Mines“, 1985), „Алан Куотърмейн и изгубеният град на златото“ („Allan Quatermain and the Lost City of Gold“, 1987) и в „Над закона“ („Above the Law“, 1988), заедно със съпругата на Стивън Сегал.

### 1990 – 2002
Участието на Шарън Стоун във филма на Пол Верховен „Зов за завръщане“ („Total Recall“, 1990) с Арнолд Шварценегер, дава тласък в кариерата ѝ. Излизането на филма съвпада с позирането на Стоун за „Playboy“, където тя показва мускулите, които е направила при подготовката си за филма (вдига тежести и тренира таекуондо). През 1999 г. тя е класирана сред 25-те най-секси жени на века от „Playboy“.
Друг филм на Пол Верховен прави Шарън Стоун звезда, влизайки в ролята на Катрин Трамел, брилянтна, бисексуална, предполагаем сериен убиец във филма „Първичен инстинкт“ („Basic Instinct“, 1992). Някои от най-известните актриси през това време отказват ролята, заради голотата, която трябва да покаже героинята. В най-известната сцена от филма, докато Трамел е разпитвана от полицията, тя кръстосва крака, показвайки интимните си части. Стоун се съгласява да заснемат сцената без бикини и въпреки че многократно обсъждат сцената с Верховен, и двамата не подозират какъв скандал ше предизвика.
```
„Знаех, че ще правим сцената с кръстосването на краката и знаех, че ще се намекне за липсата на бельо, но не съм мислила, че ще видите интимните ми части в сцената. По-късно, когато гледах прожекцията, бях шокирана. Мисля, че да го гледаш в една стая пълна с непознати е толкова неуважително и толкова шокиращо, че аз отидох в кабинета му, зашлевих го и си тръгнах.“
```

В по-ранно интервю Стоун твърди, че е „толкова забавно“ да гледаш филма за първи път с непознати. Верховен отхвърля всички твърдения за измама и казва: „Колкото и да я обичам, аз я мразя, особено след лъжите, които тя изрече в пресата за кадъра между краката, което е пълна лъжа.“ Сценаристът Joe Eszterhas, който по-късно се сприятелява с актрисата, в мемоарите си „Холивудски животни“ („Hollywood Animal“) пише, че актрисата е била напълно наясно с нивото на голота в сцената.
След Първичен инстинкт тя е включена в списъка на списание „Пийпъл“ („People magazine“) като един от 50-те най-красиви хора в света. През 1992 г., фотографът Джордж Хърел прави серия от снимки на Стоун, Шерилин Фен, Джулиан Сандс, Ракел Уелч, Ерик Робъртс и Шон Пен. През ноември 1995 г., Стоун получи звезда на Алеята на славата в Холивуд. През същата година списание Empire я избира за една от 100-те най-секси звезди в историята на киното. През октомври 1997 г. тя е класирана сред 100-те най-добри филмови звезди на всички времена.
През 1995 г. тя получава наградата Златен глобус за най-добра драматична актриса, за ролята си „Джинджър“ в „Казино“ на Мартин Скорсезе. Тя също печели и номинация за Оскар за Най-добра актриса. През същата година тя участва заедно с Джийн Хекман, Ръсел Кроу и Леонардо ди Каприо в Бърз или мъртъв (The Quick And The Dead). Също така през 1995 г. тя е наградена с женската филмова награда Crystal (Women in Film Crystal Award).
Стоун си партнира с Елън Дедженеръс във филма на HBO „Ако тези стени можеха да говорят 2“ („If These Walls Could Talk 2“, 2000), в който тя играе лесбийка, която се опитва да създаде семейство. За работата си по филма тя отново е призната от жените в киното, този път с наградата Луси.
На 29 септември 2001 г. Стоун е приета в болница със субарахноидален кръвоизлив.

### 2003 – до днес
През 2003 г. тя се появява в три епизода от осмия сезон на „Адвокатите“ („The Practice“). За изпълнението си получава награда „Еми“ за най-добра гост-звезда в драматичен сериал.
През 2003 г. тя се появява и в телевизионен клип за повишаване информираността на симптомите на инсулт. Този клип се излъчва и в Канада.
Стоун се опитва да се завърне в киното с ролите си във филмите Cold Creek Manor (2003) с Денис Куейд и „Жената котка“ („Catwoman“, 2004) с Холи Бери, но и двата филма търпят критики и търговски провал.
След години на съдебни дела, „Първичен инстинкт 2“ („Basic Instinct 2: Risk Addiction“) е пуснат в кината на 31 март 2006. Причина за дългото забавяне е станал спор между Стоун с режисьорите за голотата във филма – тя иска повече, а те искат по-малко. Отрязана е групова секс сцена, за да се постигне R рейтинг от MPAA. Спорната сцена остава във версията на Обединеното кралство. В интервю Стоун заявява: „Ние сме във време със странни репресии и ако филм ни дава платформа за дискусия, няма ли да бъде страхотно?“
Въпреки очаквания бюджет от 70 милиона долара, филмът носи малко под 6 милиона долара. Въпреки неуспеха на „Първичен инстинкт 2“, Стоун заявява, че би искала да продуцира и участва в „Първичен инстинкт 3“.
Участва в драмата „Alpha Dog“ през 2006 заедно с Брус Уилис. През февруари 2007 г. Стоун влиза в ролята на клинично депресирани жена в най-новия си филм, „Когато човек попадне в гората“ („When a Man Falls in the Forest“).
През декември 2006 г. тя участва в концерт на Нобеловата награда за мир в Осло, Норвегия, заедно с Анжелика Хюстън. Концертът е в чест на Нобеловите лауреати Мухамад Юнус и Грамин Банк. През същата година тя се появява в последния епизод на турския телевизионен сериал „Долината на вълците“ („Kurtlar Vadisi“) заедно с Анди Гарсия.

## Менса
В продължение на много години Стоун твърди, че има коефициент на интелигентност 148 и е член на Менса, но през април 2002 г. признава, че не е и никога не е била член на това общество. Джим Блекмур от Менса заяви: „Възхитително е най-накрая да видим г-жа Стоун да признае, че тя не е и никога не е била член на нашето общество.“ Той казва: „Моето усещане е, че тя определено ще отговаря на изискванията, но това е само на базата на това, което казват трети лица“.

## Насърчаване на мир
През март 2006 г. Стоун пътува до Израел за насърчаване на мира в Близкия изток чрез пресконференция с носителя на Нобелова награда за мир Шимон Перес.

## Личен живот
Шарън Стоун живее в Бевърли Хилс, Калифорния, и притежава ранчо в Нова Зеландия. Тя се омъжва телевизионния продуцент Майкъл Грийнбърг през 1984 г. на снимачната площадка на телевизионен филм, който той продуцира и тя участва. Три години по-късно те се разделят, а разводът им приключва през 1990 г.
През 1993 г. Стоун се срещна с Уилям Дж. Макдоналд (известен още като Бил Макдоналд) на снимачната площадка на филма „Треска“, на който той е съпродуцент. Макдоналд напуска жена си Наоми Бака и се сгодява за Шарън. Разделят се година по-късно през 1994.
Докато работи по филма „Бърз или мъртъв“ през 1995 г. Стоун се среща с Боб Вагнер (втори асистент-режисьор) и те се сгодяват. След като се разделят Стоун връща годежния пръстен чрез FedEx (бел. куриерска фирма).
На 14 февруари 1998 г. Стоун се омъжва за Фил Бронщайн, изпълнителен редактор на San Francisco Examiner, а по-късно San Francisco Chronicle. Те осиновяват сина си Роан Джоузеф Бронщайн през 2000 г. Бронщайн подава молба за развод през 2003 г., позовавайки се на непреодолими различия. Разводът влиза в сила през 2004 г., с решение на съдията, че синът им Роан трябва да остане предимно с баща си, с право на посещение на Стоун.
Стоун осиновява втори син, Лейърд Вон Стоун, през 2005 г., и трети син, Куин Кели Стоун, през 2006 г.
През 2005 г. по време на телевизионно интервю за филма „Първичен инстинкт 2“ Стоун намеква за бисексуалност. Стоун също така казва, че в миналото тя се е „срещала“ с момичета. През януари 2008 г. тя казва: „Всеки е бисексуален до известна степен. Сега мъжете действат като жени и е трудно да имаш връзка, защото аз харесвам мъжете по този старомоден начин. Искам мъжественост и истината е, че сега само жените я притежават“.

## Филмография
| година | филм                                         | оригинално заглавие                        | роля                         | режисьор                 | бележки |
| ------ | -------------------------------------------- | ------------------------------------------ | ---------------------------- | ------------------------ | ------- |
| 1980   |                                              | Stardust Memories                          | момиче във влака             |                          |         |
| 1981   |                                              | Les Uns et les autres                      | момиче                       |                          |         |
| 1981   |                                              | Deadly Blessing                            | Лана Маркъс                  |                          |         |
| 1982   |                                              | Not Just Another Affair                    | Линет                        |                          |         |
| 1982   |                                              | Silver Spoons                              |                              |                          |         |
| 1983   |                                              | Bay City Blues                             |                              |                          |         |
| 1983   |                                              | Remington Steele                           | Джилиан Монтегю              |                          |         |
| 1984   |                                              | The New Mike Hammer                        | Джули Еланд                  |                          |         |
| 1984   |                                              | Magnum, P.I.                               | Диадри Дюпре                 |                          |         |
| 1984   |                                              | Calendar Girl Murders                      | Кейси Баскаум                |                          |         |
| 1984   |                                              | The Vegas Strip War                        | Сара Шипмън                  |                          |         |
| 1984   | Непреодолими Различия                        | Irreconcilable Differences                 | Блейк Чандлър                |                          |         |
| 1985   |                                              | T. J. Hooker                               | Дени Стар                    |                          |         |
| 1985   | Мините на цар Соломон                        | King Solomon's Mines                       | Джеси Хюстън                 |                          |         |
| 1986   | Господин и госпожа Раян                      | Mr. and Mrs. Ryan                          | Ашли Хамилтън Раян           |                          |         |
| 1986   | Алан Куотърмейн и изгубеният град на златото | Allan Quatermain and the Lost City of Gold | Джеси Хюстън                 |                          |         |
| 1987   | Полицейска академия 4                        | Police Academy 4: Citizens on Patrol       | Клер Метсън                  |                          |         |
| 1987   | Студена стомана                              | Cold Steel                                 | Кети Конърс                  |                          |         |
| 1988   | Над закона                                   | Above the Law                              | Сара Тоскейни                | Андрю Дейвис             |         |
| 1988   |                                              | Action Jackson                             | Патриша Делаплейн            |                          |         |
| 1988   |                                              | Badlands 2005                              | Алекс Нийл                   |                          |         |
| 1988   |                                              | War and Remembrance                        | Дженис Хенри                 |                          |         |
| 1988   | Сълзи в дъжда                                | Tears in the Rain                          | Кейси Кантръл                | Дон Шарп                 |         |
| 1989   | Отвъд звездите                               | Beyond the Stars                           | Лаури Маккол                 |                          |         |
| 1989   | Кръв и пясък                                 | Blood and Sand                             | Дона Сол                     |                          |         |
| 1990   | Зов за завръщане                             | Total Recall                               | Лори                         | Пол Верховен             |         |
| 1991   | Той каза, тя каза                            | He Said, She Said                          | Линда Метсгър                |                          |         |
| 1991   |                                              | Scissors                                   | Анджи Андерсън               |                          |         |
| 1991   |                                              | Year of the Gun                            | Елисън Кинг                  |                          |         |
| 1991   |                                              | Diary of a Hitman                          | Кики                         |                          |         |
| 1991   |                                              | Where Sleeping Dogs Lie                    | Серена Блейк                 |                          |         |
| 1992   | Първичен инстинкт                            | Basic Instinct                             | Кетрин Трамъл                | Пол Верховен             |         |
| 1993   | Сливър                                       | Sliver                                     | Карли Норис                  |                          |         |
| 1993   | Последният екшън герой                       | Last Action Hero                           | себе си                      | Джон Мактиърнън          |         |
| 1994   | Точка на пресичане                           | Intersection                               | Сали Ийстмън                 |                          |         |
| 1994   | Специалистът                                 | The Specialist                             | Мей Мънро / Ейдриън Хастингс |                          |         |
| 1995   | Бърз или мъртъв                              | The Quick and the Dead                     | Елън (Лейди)                 |                          |         |
| 1995   | Казино                                       | Casino                                     | Джинджър Маккена, Ротщейн    | Мартин Скорсезе          |         |
| 1996   | Диаболично                                   | Diabolique                                 | Никол Хорнър                 |                          |         |
| 1996   | Последен танц                                | Last Dance                                 | Синди Лиджет                 |                          |         |
| 1998   | Сфера                                        | Sphere                                     | Елизабет (Бет) Халперин      |                          |         |
| 1998   | Мравката Z                                   | Antz                                       | Принцеса Бала                | Ерик Дарнъл, Тим Джонсън |         |
| 1998   |                                              | The Mighty                                 | Гуен Дилън                   |                          |         |
| 1999   | Глория                                       | Gloria                                     | Глория                       |                          |         |
| 1999   | Музата                                       | The Muse                                   | Сара Литъл                   |                          |         |
| 1999   | Симпатико                                    | Simpatico                                  | Роузи Картър                 |                          |         |
| 2000   |                                              | Picking Up the Pieces                      | Кенди Коувли                 |                          |         |
| 2000   | Ако стените можеха да говорят 2              | If These Walls Could Talk 2                | Фран                         |                          |         |
| 2000   |                                              | Beautiful Joe                              | Алис Мейсън                  |                          |         |
| 2003   |                                              | Cold Creek Manor                           | Леа Тилсън                   |                          |         |
| 2003   | Адвокатите                                   | The Practice                               | Шийла Карлайл                |                          |         |
| 2004   | Двоен агент                                  | A Different Loyalty                        | Сали Тейлър / Кофийлд        |                          |         |
| 2004   | Жената-котка                                 | Catwoman                                   | Лоръл Хедар                  |                          |         |
| 2005   | Долината на вълците                          | Kurtlar Vadisi                             | Лиза                         |                          |         |
| 2005   | Прекършени цветя                             | Broken Flowers                             | Лаура                        | Джим Джармуш             |         |
| 2006   | Алфа дог                                     | Alpha Dog                                  | Оливия Мазурски              |                          |         |
| 2006   | Първичен инстинкт 2                          | Basic Instinct 2                           | Катрин Трамъл                |                          |         |
| 2006   | Боби                                         | Bobby                                      | Мириъм                       | Емилио Естевес           |         |
| 2006   |                                              | Democrazy                                  |                              |                          |         |
| 2007   |                                              | When a Man Falls in the Forest             | Карън Фийлдс                 |                          |         |
| 2007   |                                              | If I Had Known I Was a Genius              | Глория Фремонт               |                          |         |
| 2008   |                                              | The Year of Getting to Know Us             | Джейн Рокет                  |                          |         |
| 2008   |                                              | Five Dollars a Day                         | Долорес Джонс                |                          |         |
| 2009   | Кървави улици                                | Streets of Blood                           | Нина Фераро                  |                          |         |
| 2010   | Закон и ред: Ню Йорк                         | Law & Order: Special Victims Unit          | Джо Марлоу                   |                          |         |
| 2011   |                                              | The Burma Conspiracy                       |                              |                          |         |
| 2012   | Мулето                                       | The Mule                                   | Софи                         |                          |         |
| 2013   |                                              | Lovelace                                   | Дороти Бормън                |                          |         |
| 2013   |                                              | Gods Behaving Badly                        | Афродита                     |                          |         |